# Tmarus nigristernus
Tmarus nigristernus là một loài nhện trong họ Thomisidae.
Loài này thuộc chi Tmarus. Tmarus nigristernus được Lodovico di Caporiacco miêu tả năm 1947.